# Красимир
Красими́р (болг. Красимир) — село у Варненській області Болгарії. Входить до складу общини Дилгопол.

## Населення
За даними перепису населення 2011 року у селі проживали 87 осіб, усі — болгари.
Розподіл населення за віком у 2011 році:
Динаміка населення: